# Arctocyon
Arctocyon (лат., буквально — «медведесобака»; возможное русское название — арктоционы) — род вымерших млекопитающих из семейства арктоционид (Arctocyonidae) клады Eutheria. Окаменелости найдены во Франции и Германии. Животные были размером с шакала. Arctocyon были стопоходящими, как современные медвежьи.

## Описание

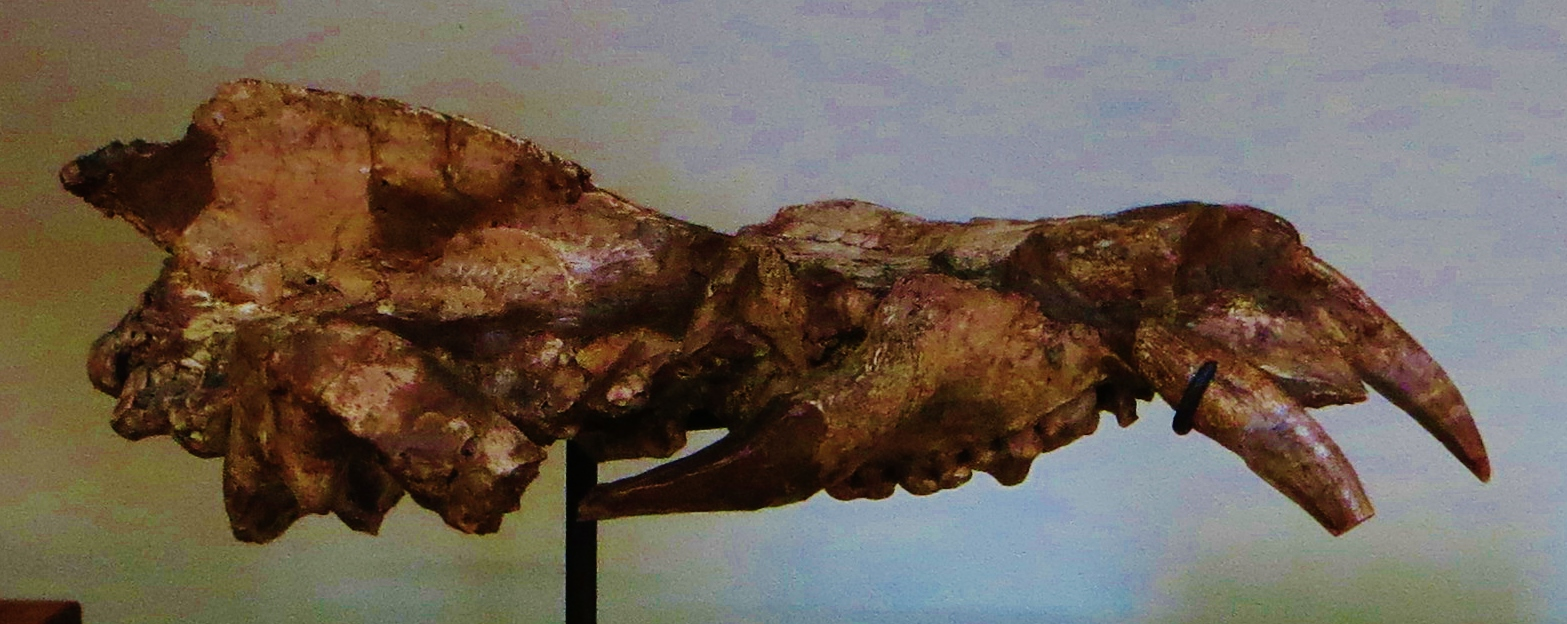
Череп Arctocyon primaevus. Хорошо заметны крепкие верхние клыки и заметный сагиттальный гребень

Представители этого рода варьировались в размерах: от крупной собаки (например, Arctocyon primaevus) до размеров небольшого медведя (например, A. mumak). Череп длинный и крепкий, с ярко выраженным сагиттальным гребнем, к которому крепились крепкие жевательные мышцы. В зубах наблюдается странная смесь «травоядных» и «плотоядных» черт. Моляры мощные и жевательные, похожие на медвежьи (отсюда и название Arctocyon, что означает «медведесобака»). Резцы, вероятно, подходили для выщипывания листвы, в то время как вытянутые клыки по сути образовывали бивни. В частности нижние клыки хорошо развиты и гораздо крепче и длиннее верхних. Не было такой заметной несоразмерности, как у Mentoclaenodon, обладавшего удлинёнными верхними клыками.
Исследование окаменелостей вида A. primaevus показало, что посткраниальный скелет Arctocyon был столь же своеобразным. Некоторые особенности заставляют предположить о способности лазать: развитие приводящих и отводящих мышц, развитие мышц, сгибающих пальцы (что позволяло хвататься), высокоподвижные суставы, выпуклая локтевая кость и опорная стопа с пятью пальцами. Однако, в отличие от очень подвижных суставов лап, задний грудной отдел Arctocyon неподвижный, характеризующийся револютивным зигапофизом, неизвестным у современных млекопитающих. Морфология первого хвостового позвонка также указывает на то, что хвост был длинным, мощным и мускулистым, с жёстким основанием: вероятно, он играл решающую роль в передвижении. Морфология задних лап схожа с морфологией передних: развиты приводящие, сгибательные мышцы и ротаторы подвижных суставов таза.
У гигантского вида A. mumak была различная специализация: некоторые характеристики предплюсны, такие как большой подошвенный бугорок на ладьевидной кости и хорошо развитая бороздка под sustentaculum tali, указывают на то, что этот вид должен был вести наземный и, возможно, роющий образ жизни.

## Классификация
Род Arctocyon впервые описан де Бленвилем в 1841 году на основе хорошо сохранившихся ископаемых остатков из верхнепалеоценовых отложений Франции. Типовым видом является Arctocyon primaevus, известный по многочисленным окаменелостям из различных отложений во Франции. Другие виды, приписываемые этому роду, известны в Северной Америке: A. ferox, описанный Эдвардом Дринкером Копом в 1883 году и известный по окаменелостям, обнаруженным в Нью-Мексико, Вайоминге, Альберте и Монтане, похожий по размеру на европейский вид. A. mumak — самый крупный вид, был описан Ван Валеном в 1978 году и впоследствии обнаружен в Вайоминге, Техасе, Колорадо и Саскачеване. Этот вид, первоначально известный по изолированной челюсти, позже был хорошо изучен благодаря неполному скелету, найденному в 1963 году в бассейне Бигхорн в штате Вайоминг. Другие североамериканские виды: A. corrugatus и A. acrogenius, некоторые образцы которого отнесены к виду A. mumak.
Arctocyon — род, на основе которого названо семейство арктоционид (Arctocyonidae) — группа архаичных млекопитающих с неопределённым родством, когда-то относимых к гетерогенному отряду Condylarthra и в настоящее время классифицируемых как базальные парнокопытные (Artiodactyla) или Ferae. Arctocyon включает в себя некоторых из крупнейших арктоционид и, безусловно, был специализированным представителем группы. Похожим на Arctocyon был Arctocyonides, также найденный в палеоценовых отложениях Франции, но меньших размеров и более худощавого телосложения. Другим интересным арктоционидом является Mentoclaenodon, обладавший ещё более удлинёнными клыками.
По данным сайта Paleobiology Database на март 2020 года в род Arctocyon включают 5 вымерших видов:
- Arctocyon acrogenius Gazin, 1956
- Arctocyon corrugatus Cope, 1883
- Arctocyon ferox Cope, 1883
- Arctocyon nexus Gazin, 1956
- Arctocyon primaevus Blainville, 1841typus

## Палеоэкология

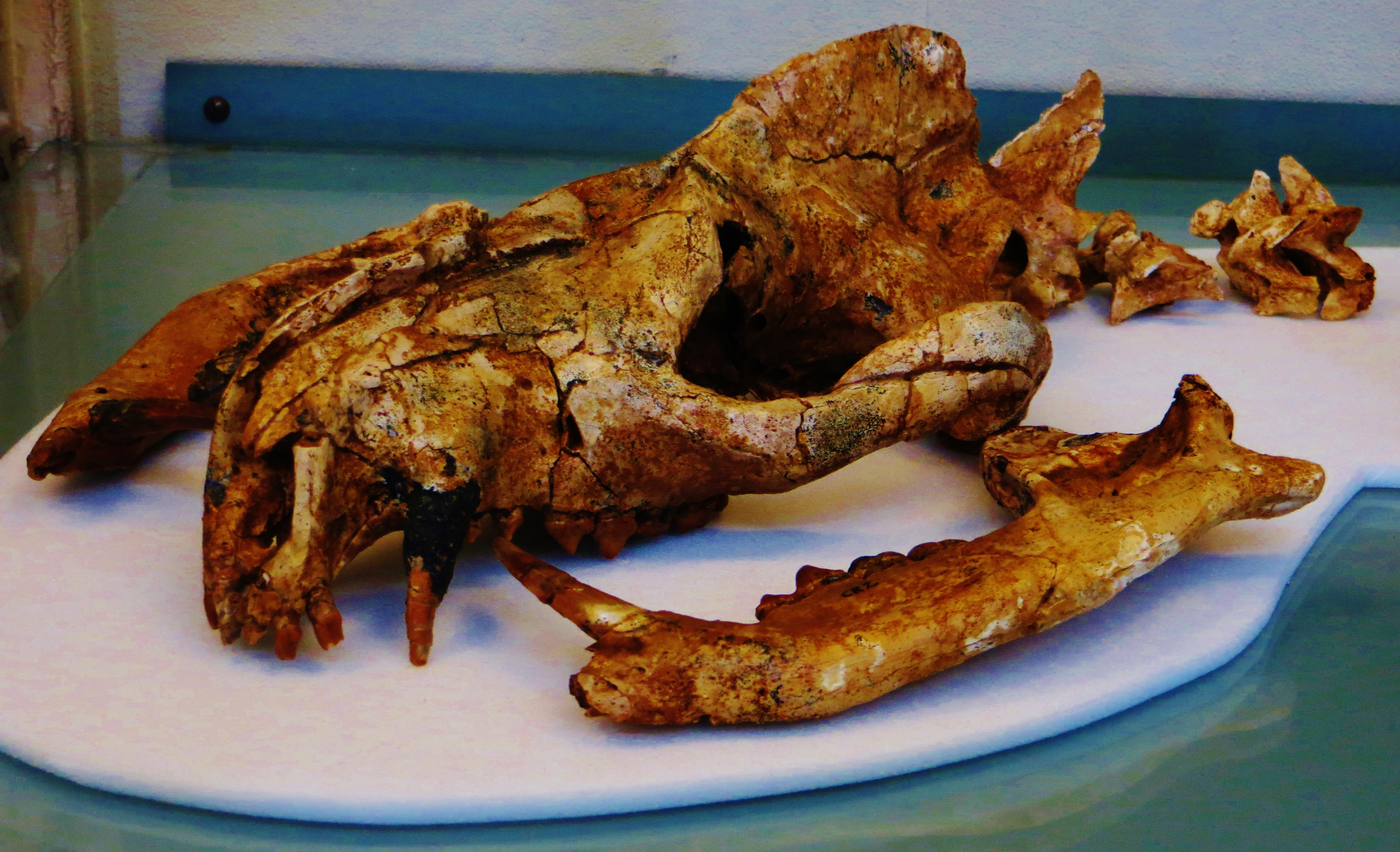
Череп и челюсть Arctocyon primaevus. Хорошо заметны длинные нижние клыки

Это животное, вероятно, было всеядным: коренные зубы Arctocyon могли измельчать растительный материал, но резцы, в частности крупные клыки, указывают на мясной рацион. Посткраниальный скелет также предполагает смешанную диету, даже если подобная морфология не встречается ни у одного современного млекопитающего. Некоторые виды Arctocyon (например, A. primaevus'), несомненно обладали способностью лазать по деревьям, в то время как другие (A. mumak) безусловно вели наземный и, возможно, даже роющий образ жизни.
Одно исследование показало, что A. primaevus морфологически больше напоминает некоторых вымерших южноамериканских сумчатых, таких как спарассодонты (Sparassodonta), чем любых других млекопитающих. Общий размер и пропорции являются смесью Borhyaena и Prothylacinus, в то время как некоторые характеристики (развитие гребней и отростков на плечевой кости) сильнее сближают его с Prothylacinus. В целом Arctocyon и его близкие родственники с их бивнеподобными клыками и моляриформами, указывающими на всеядную диету, а также скелетом, более похожим на скелет хищных, а не копытных, содержат очень замысловатый набор признаков, поэтому установить их палеобиологию и палеоэкологию очень трудно.